# Соціологія в УРСР
Соціологія в УРСР — період у історії соціологічної думки в Україні, який тривав із 1937 до 1992 року.

## Соціологія в УРСР після 1937
Після ліквідації Всеукраїнської Асоціації Марксо-ленінських інститутів, при яких існували кафедри соціології, та після розстрілу Семена Семковського соціологія навіть у її марксистській формі була ліквідована й замінена «історичним матеріалізмом». Конкретна мікросоціологія та соціометрія не встигли розвинутися взагалі, бо заборонені були математична статистика, теорія ймовірності і вибірки й структурно-функціонального аналізу для вивчення сучасного суспільства. Офіційно це пояснювали тим, що, згідно із Йосипом Сталіним, від 1936 в СРСР існує «безкласове суспільство», в якому немає соціальних конфліктів, а тому соціологія, як окрема наука, більше не потрібна.

## Соціологія в УРСР після 1958
Такий стан проіснував приблизно до 1958. Соціально-економічний Відділ АН УРСР (1937 — 46; тепер — Відділ суспільних наук) не видав жодної праці навіть з історичного матеріалізму". Пізніше наукова тематика з соціальних та національних питань була передана створеному в 1947 Інститутові Філософії АН УРСР. Про науково-дослідницьку діяльність у галузі соціології в цьому інституті не було відомостей аж до 1961 — 62, коли відділ атеїзму цього інституту провів соціологічне дослідження на Західних українських землях, однак, результати дослідження опубліковані не були. Після реорганізації Інституту Філософії АН УРСР у 1963 в ньому питання соціології розробляють відділи: методології, методики й техніки соціологічних досліджень, історії філософії та соціологічної думки в Україні та філософських питань будівництва комунізму. В УРСР не було окремого наукового журналу із соціології, тому праці про методи соціології не друкуються, тільки в математичних збірниках і журналах з'явилися у 1960-их роках перші праці з математичної статистики й теорії ймовірности, що посередньо стосуються соціології (праці А. Айзена, А. Головченка, А. Гершторна). Певну цінність для історії соціології: мають видання відділу історії філософії: монографії про Михайла Драгоманова, Михайла Павлика, Григорія Сковороду й інших і такі ж статті в журналі «Філософська Думка». Відділ будівництва комунізму видав такі книжки, як «Изменение внутриклассовой структуры рабочего класса» (1965), «Основні закономірності піднесення села до рівня міста» (1963), серед друкованих праць, які дещо стосуються соціології, масово переважають писання послідовників «історичного матеріалізму», а тематично серед них — консервативна критика західної соціології. Зовсім новим явищем є поява в 1970-их роках в журналі «Кибернетика» чисто теоретичних математичних моделей соціології (Н. Амосов, Д. Галенко).

## Інституалізація соціології в УРСР
У цей час у системі АН СРСР існують два інститути: Інститут соціологічних досліджень та Інститут соціально-економічних проблем. Почавши з 1960-их років, в Україні провадяться чималі конкретносоціологічні дослідження, анкетні опитування населення, на великих промислових підприємствах постійно ведуться соціально-психологічні дослідження робітників, їхніх настроїв, поведінки тощо. Але матеріали цих досліджень не публікуються. Відомо, що за публікацію деяких цього роду матеріалів зазнав чистки у 1972 Інститут соціологічних досліджень АН СРСР у Москві.
Чимало соціологів працює не в центральних наукових установах УРСР, а в різних інститутах та лабораторіях міністерств і на підприємствах. Їх загал є членами Радянської Соціологічної Асоціації (створена у 1958), що є професійним товариством, а не науковою установою. З 1974 у видаваному нею журналі «Социологические исследования» з'являються статті й українських соціологів. Ця асоціація має 5 територіальних відділів, у тому числі і Київ. У 1970 членство Київського відділу нараховувало 200 осіб та 35 організацій; головою була (1974) Лідія Сохань (вона ж завідує відділом філософських проблем психології Інституту Філософії АН УРСР), заступники — В. Чорноволенко й О. Якуба, секретар В. Волович. 14 спеціалізованих секцій Київського відділу, зведених у 1974 до 8, відображають поточну працю інститутів, лабораторій та факультетів університетів, у яких працюють українські соціологи. До асоціації безпосередньо належать і окремі соціологи. Осередками досліджень у галузі соціології, крім АН УРСР, є ще Київ, Харківський і Львівський університети, а також інститути й лабораторії у Запоріжжі, Дніпропетровську, Кривому Розі, Одесі, Жданові. Предметами вивчення є проблеми управління підприємствами, проблема села, демографічні процеси, національні і релігійні відносини, соціологія науки й культури, соціальна філософія. Наслідки проведеної праці надруковано в збірнику «Соціологія в Україні» (1968, ред. Л. Сохань); хоч її оголосили, як перший український щорічник із соціології, проте наступні щорічники не з'явилися.
Нова доба у розвитку всієї радянської соціології почалася після XXIV з'їзду КПРС (1971), на якому Леонід Брежнєв підкреслив потребу «соціального планування». Після з'їзду посилено «керівну ролю» КПРС у соціальних, національних, демографічних та культурних процесах, що на практиці позначилися посиленням політики репресій та тиску з боку партійного та державного апарату. Працю соціологів скеровано на завдання прикладного характеру.
Поза Україною з опублікованих соціологічних праць про Україну варто відзначити дослідження І. Арутюньяна, вірменського соціолога в Московському Університеті. Його монографія про село Терпіння Запорізької області містить соціологічний аналіз села.